# U 233
U 233 war ein U-Boot vom Typ X der deutschen Kriegsmarine während des Zweiten Weltkrieges.

## Geschichte
Der Bauauftrag für das Boot wurde am 7. Dezember 1940 an die Germaniawerft in Kiel vergeben. Die Kiellegung erfolgte am 15. August 1941, der Stapellauf am 8. Mai 1943, die Indienststellung unter Oberleutnant zur See, später Kapitänleutnant Hans Steen am 22. September 1943.

## Einsatzstatistik

### Erste Unternehmung und Verbleib
Am 27. Mai um 8:00 Uhr lief U 233 aus dem Kieler Hafen aus. Zwei Tage später lief U 233 in Kristiansand ein. Von dort lief es am selben Tag wieder aus, um im Nordatlantik und in der Nähe von Neufundland zu operieren. Danach hatte es den Auftrag, 66 Minen vor dem kanadischen Hafen Halifax abzusetzen. Doch zu dem Absetzen der Minen kam es nicht mehr, da es vorher von einem Flugzeug gesichtet wurde. Das Flugzeug gab die Position von U 233 an die Geleitzerstörer USS Baker und USS Thomas durch. U 233 versuchte, den Angriffen zu entgehen, indem es abtauchte. Die USS Baker warf daraufhin Wasserbomben. Die Detonation sorgte dafür, dass sich ein Torpedo aus der Verankerung löste und in ein Torpedorohr rutschte. Dadurch kam es zu einem Wassereinbruch im Heck des Bootes. Um nicht weiter zu sinken, musste das Boot in einer ungefähren Entfernung von 10.000 Metern von der USS Baker auftauchen. Die beiden Zerstörer eröffneten daraufhin das Feuer. U 233 versuchte in eine etwa zwei Seemeilen entfernte Nebelbank zu fliehen. In der Zwischenzeit erhielten die beiden Zerstörer den Befehl, das Boot zu rammen und so das Gefecht zu beenden. Die USS Thomas rammte U 233 kurze Zeit später in Höhe des Turmes. Durch den Rammstoß versank U 233. Allerdings riss der Bug der USS Thomas. Dies sorgte für einen Wassereinbruch. Das Schiff blieb aber schwimmtauglich, weil die Schotten dicht hielten. Die beiden Zerstörer retteten 30 Mann der insgesamt 61 Mann starken Besatzung. Allerdings erlag Kapitänleutnant Hans Steen seinen schweren Verletzungen. Dieser wurde mit militärischen Ehren bestattet.
Vor dem 5. Juli 1944 starben bereits elf Mann der Besatzung.